# Андрієвське (Ленінський міський округ)
Андрі́євське (рос. Андреевское) — присілок у складі Ленінського міського округу Московської області, Росія.

## Населення
Населення — 247 осіб (2010; 199 у 2002).
Національний склад (станом на 2002 рік):
- росіяни — 99 %